# Helena Rasiowa
Helena Rasiowa (20 giugno 1917 – 9 agosto 1994) è stata una matematica polacca.
Si è occupata dei fondamenti della matematica e di logica algebrica.

## Primi anni
Rasiowa nacque a Vienna il 20 giugno 1917 da genitori polacchi. Non appena la Polonia riconquistò l'indipendenza nel 1918, la famiglia si stabilì a Varsavia. Il padre di Helena era uno specialista ferroviario. Rasiowa dimostrò presto avere molte abilità e diversi interessi, dalla musica alla gestione aziendale, oltre al più importante dei suoi interessi: la matematica.
Nel 1938, l'epoca non era molto opportuna per entrare in una università. Rasiowa dovette infatti interrompere i suoi studi, poiché dopo il 1939 in Polonia non era più possibile alcuna istruzione legale. Molte persone fuggirono pertanto dal paese, o almeno fuggirono dalle grandi città, che erano soggette ai bombardamenti e al terrore tedesco. Anche la famiglia Rasiowa fuggì, poiché la maggior parte dei funzionari dell'amministrazione e dei membri del governo di alto rango venivano evacuati in Romania. La famiglia trascorse, così, un anno a Leopoli. Dopo l'invasione sovietica nel settembre 1939, la città fu conquistata e annessa all'Unione Sovietica. Le vite di molti polacchi furono in pericolo, così il padre di Helena decise di tornare a Varsavia.

## Sviluppo accademico
Gli studi di Rasiowa furono fortemente influenzati dai logici polacchi. Scrisse la sua tesi di Master sotto la supervisione di Jan Łukasiewicz e Bolesław Sobociński. Nel 1944 scoppiò la rivolta di Varsavia, pertanto Varsavia fu quasi completamente distrutta. Ciò fu dovuto non solo ai combattimenti immediati, ma anche alla distruzione sistematica che seguì la rivolta dopo che era stata soppressa. La tesi di Rasiowa bruciò insieme a tutta la sua casa. Lei stessa sopravvisse con la madre in una cantina coperta dalle rovine dell'edificio demolito.
Dopo la guerra, la matematica polacca cominciò a recuperare le sue istituzioni, i suoi stati d'animo e la sua gente. Coloro che rimasero considerarono loro dovere la ricostruzione delle università polacche e della comunità scientifica. Una delle condizioni importanti per questa ricostruzione era riunire tutti coloro che potevano partecipare alla ricostruzione delle discipline matematiche. Nel frattempo, Rasiowa aveva accettato un posto di insegnante in una scuola secondaria. Qui incontrò Andrzej Mostowski e tornò all'università. Riscrisse la sua tesi di Master nel 1945 e l'anno successivo iniziò la sua carriera accademica come assistente presso l'Università di Varsavia, istituzione alla quale rimase legata per il resto della sua vita.
All'università, nel 1950, sotto la guida del Prof. Andrzej Mostowski. Questa tesi sulla logica algebrica avviò la sua carriera contribuendo alla scuola di logica di Lwów-Varsavia: nel 1956, conseguì la sua seconda laurea accademica, doktor nauk (equivalente all'odierna abilitazione) presso l'Istituto di matematica dell'Accademia polacca delle scienze, dove tra Dal 1954 al 1957 ricoprì l'incarico di professore associato, divenendo poi professore ordinario nel 1957 e, successivamente, professore ordinario nel 1967. Per la laurea, presentò due articoli, Algebraic Models of Axiomatic Theories e Constructive Theories, che insieme costituirono la tesi intitolata Algebraic Models of Elementary Theories and their Applications.
Rasiowa si rivelò fondamentale nel suo ruolo nell'invito di molti matematici internazionali, in particolare logici, nella Polonia tra la fine degli anni '70 e l'inizio degli anni '80, nonostante l'instabilità politica del paese all'epoca. Secondo il matematico giapponese Hiroakira Ono, consentì la collaborazione con la sua volontà di ferro.

## Opere
- 1963: (con Roman Sikorski) The Mathematics of Metamathematics
- 1974: An Algebraic Approach to Non-Classical Logics